# سیارک ۵۹۷۸
سیارک ۵۹۷۸ (به انگلیسی: 5978 Kaminokuni، نامگذاری:1992WT) پنج هزار و نهصد و هفتاد و هشتمین سیارک کشف شده‌است که در ۱۶ نوامبر ۱۹۹۲ کشف شد.
قدر مطلق سیارک برابر ۱۲٫۹۰ است.